# Féodor Atkine
Féodor Atkine (Parigi, 27 febbraio 1948) è un attore e doppiatore francese.

## Biografia
Nato in Francia da una famiglia russo-polacca, recita a tutto campo, sia per il teatro che per il cinema dove però interpreta principalmente ruoli secondari.
Grazie alla sua conoscenza di diverse lingue è stato chiamato per lavorare anche in produzioni non francesi dirette tra gli altri da Woody Allen o Pedro Almodóvar.
Molto attivo nel doppiaggio, è la voce francese di attori come William Hurt, Ben Kingsley, Hugo Weaving e Hugh Laurie (nella serie Dr. House).
È anche doppiatore di diversi cartoni animati: per la Disney ha dato la voce a Jafar, e poi ha partecipato anche al doppiaggio di Parva e il principe Shiva.
Nel 2014 ha affiancato Catherine Deneuve nel film Piccole crepe, grossi guai.

## Filmografia parziale
- Il giorno dello sciacallo (The Day of the Jackal), regia di Fred Zinnemann (1973) - non accreditato
- Amore e guerra (Love and Death), regia di Woody Allen (1975)
- Un attimo, una vita (Bobby Deerfield), regia di Sydney Pollack (1977)
- Guerra tra polizie (La Guerre des polices), regia di Robin Davis (1979)
- Ogro (Operación Ogro), regia di Gillo Pontecorvo (1979)
- Tre uomini da abbattere (3 hommes à abattre), regia di Jacques Deray (1980)
- Bolero (Les Uns et les autres), regia di Claude Lelouch (1981)
- Il bel matrimonio (Le Beau mariage), regia di Éric Rohmer (1982)
- Enigma - Il codice dell'assassino (Enigma), regia di Jeannot Szwarc (1982)
- Pauline alla spiaggia (Pauline à la plage), regia di Éric Rohmer (1983)
- A peso d'oro (El Dorado), regia di Carlos Saura (1988)
- Vincent & Theo, regia di Robert Altman (1990)
- Henry & June, regia di Philip Kaufman (1990)
- La nota blu (La Note bleue), regia di Andrzej Żuławski (1991)
- Tacchi a spillo (Tacones lejanos), regia di Pedro Almodóvar (1991)
- Azione mutante (Acción mutante), regia di Álex de la Iglesia (1993)
- L'ombra del dubbio (L'Ombre du doute), regia di Aline Issermann (1993)
- Tre vite e una sola morte (Trois vies et une seule mort), regia di Raúl Ruiz (1996)
- Ronin, regia di John Frankenheimer (1998)
- Du bleu jusqu'en Amérique, regia di Sarah Lévy (1999)
- Vatel, regia di Roland Joffé (2000)
- Carnages, regia di Delphine Gleize (2002)
- Quel giorno (Ce jour-là), regia di Raúl Ruiz (2003)
- Parva e il principe Shiva (La légende de Parva), regia di Jean Cubaud (2003) - voce
- Alexander, regia di Oliver Stone (2004)
- Il silenzio prima di Bach, regia di Pere Portabella (2007)
- Tutti pazzi per Rose (Populaire), regia di Régis Roinsard (2012)
- World War Z, regia di Marc Foster (2013)
- Piccole crepe, grossi guai (Dans la cour), regia di Pierre Salvadori (2014)
- French Connection (La French), regia di Cédric Jimenez  (2014)
- Antigang - Nell'ombra del crimine (Antigang), regia di Benjamin Rocher (2015)
- Mune - Il guardiano della luna (Mune, le gardien de la lune), regia di Benoît Philippon e Alexandre Heboyan (2015) - voce
- Sasha e il Polo Nord (Tout en haut du monde), regia di Rémi Chayé (2015) - voce
- Questo sentimento estivo (Ce sentiment de l'été), regia di Mikhaël Hers (2015)
- I salici ciechi e la donna addormentata (Saules aveugles, femme endormie), regia di Pierre Földes (2022) - voce
- Love Me Tender, regia di Anna Cazenave Cambet (2025)

### Televisione
- Liberata, regia di Philippe Carrese – film TV (2005)
- Monsieur Max, regia di Gabriel Aghion - film TV (2007)
- Luigi XV - Il sole nero (Louis XV, le Soleil noir), regia di Thierry Binisti – film TV (2009)
- I pilastri della Terra (The Pillars of the Earth) – miniserie TV, episodio 1 (2010)
- Benjamin Lebel - Delitti D.O.C. (Le Sang de la vigne) - serie TV, episodio 2x02 (2012)
- Strike Back, serie TV, stagione 3, puntata 4 (2012)
- Rosemary's Baby – miniserie TV, 2 episodi (2014)
- Mr. Magoo - serie TV animata francese, 78 episodi (2019)

## Doppiatori italiani
- Sergio Di Stefano in Pauline alla spiaggia
- Raffaele Uzzi in Vincent & Theo
- Bruno Alessandro in Tutti pazzi per Rose
- Mario Scarabelli in Piccole crepe, grossi guai
- Pietro Biondi in French Connection

Da doppiatore è sostituito da:
- Angelo Nicotra in Parva e il principe Shiva
- Massimo Lodolo in Mune - Il guardiano della luna
- Alessandro Quarta in Mr Magoo
- Roberto Fidecaro in Sasha e il Polo Nord